# Mila (sieć sklepów)
Mila S.A. – była polska sieć sklepów typu „proximity supermarket”, działająca w latach 2015-2020 w wyniku odłączenia się partnera spółki Polomarket – grupy Market-Detal. Sieć była częścią grupy Eurocash. 

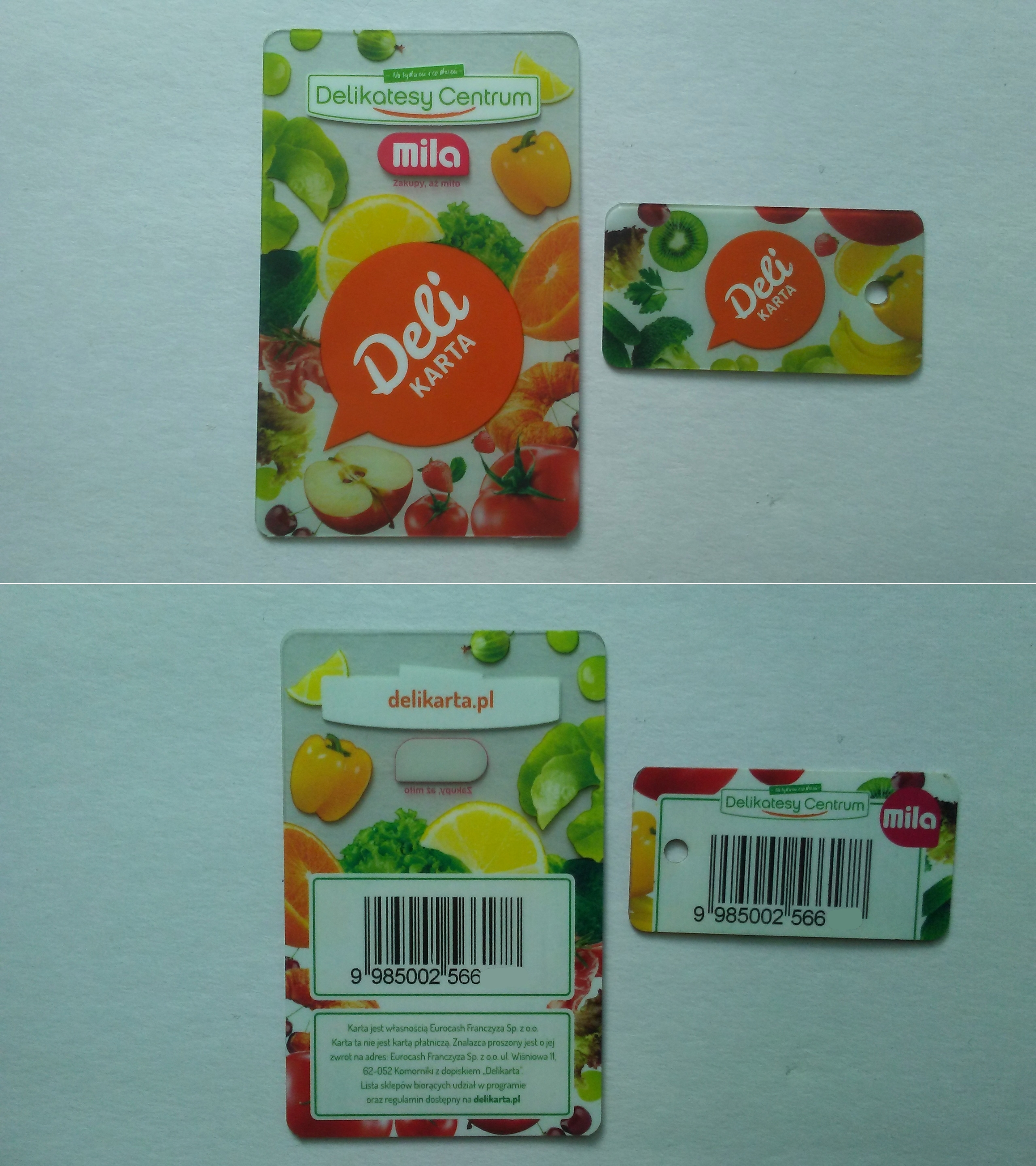
Karta programu lojalnościowego sieci „Mila” i "Delikatesy Centrum"

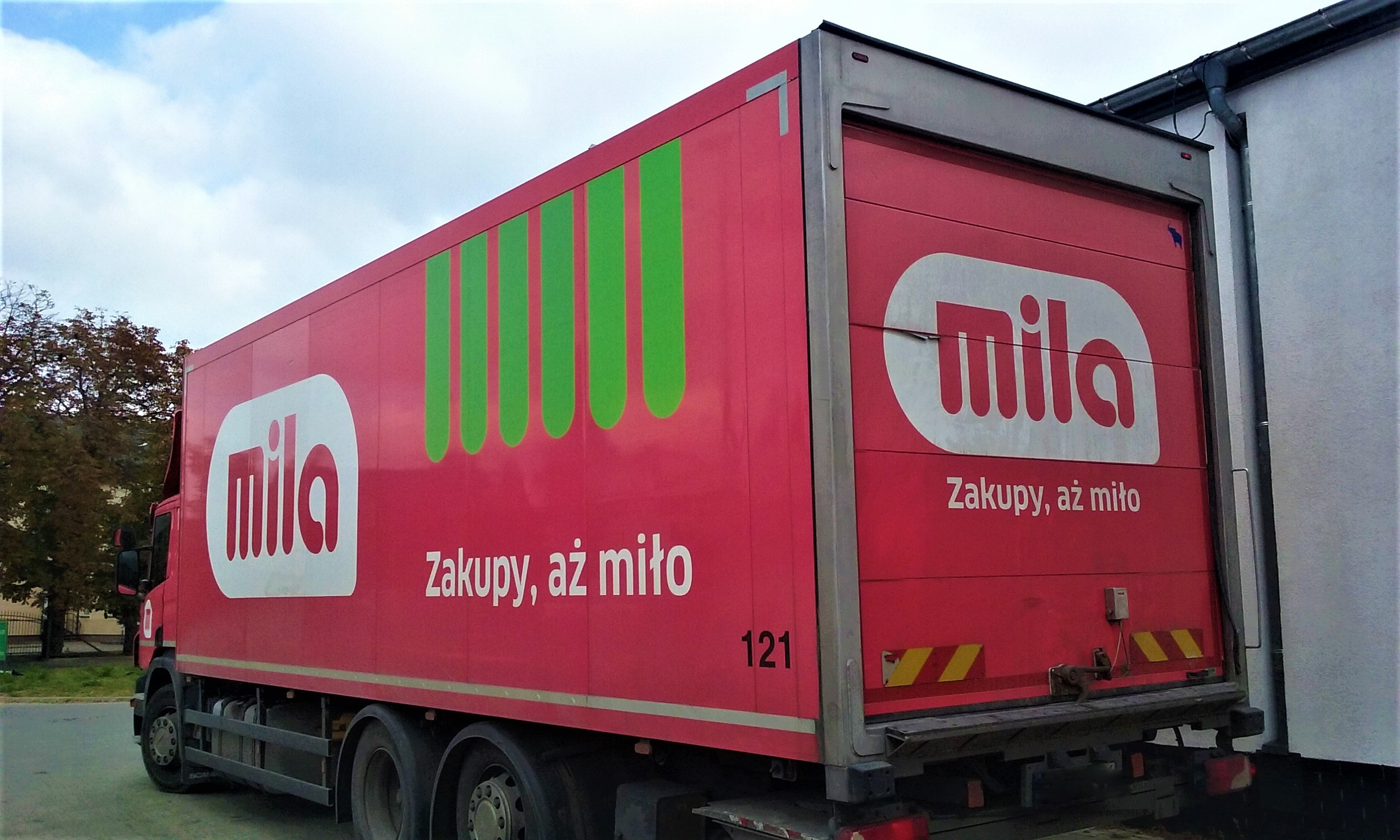
Ciężarówka zaopatrująca sklepy „Mila”

## Charakterystyka
Sieć była skoncentrowana głównie na województwach: kujawsko-pomorskim, mazowieckim, łódzkim, lubuskim, wielkopolskim, świętokrzyskim oraz śląskim. Hasło sklepów brzmiało: Zakupy, aż miło.

## Historia
W listopadzie 2014 roku prezes spółki Market-Detal – Artur Kasner poinformował, że planuje odłączenie się od grupy Polomarket i stworzenie własnej sieci sklepów pod nazwą Mila. Poinformował, że supermarkety MILA będą specjalizować się w oferowaniu kategorii świeżych, takich jak: mięsa i wędliny, owoce i warzywa oraz ciasta i pieczywa. W 2015 roku nastąpiła zmiana szyldów 170 dotychczasowych sklepów Polomarket na Mila. W ciągu 12 miesięcy działalności spółka otworzyła 20 nowych sklepów. Sieć liczy 188 sklepów, zatrudnia 5,4 tys. pracowników i wypracowała zysk w 2016 roku na poziomie 1,94 mld. złotych. W sierpniu 2017 roku  firma Eurocash podpisała list intencyjny dotyczący potencjalnego zakupu 100 procent udziałów w spółce Domelius Limited z Nikozji, a także przejęcia kontroli nad jej spółkami zależnymi. Transakcja oznaczałaby przejęcie przez Eurocash kontroli nad siecią detaliczną Mila. Sprzedający udzielili Eurocashowi wyłączność na sfinalizowanie transakcji do dnia 8 września 2017 roku.
W lipcu 2020 sieć została przejęta przez Delikatesy Centrum.